# OScar

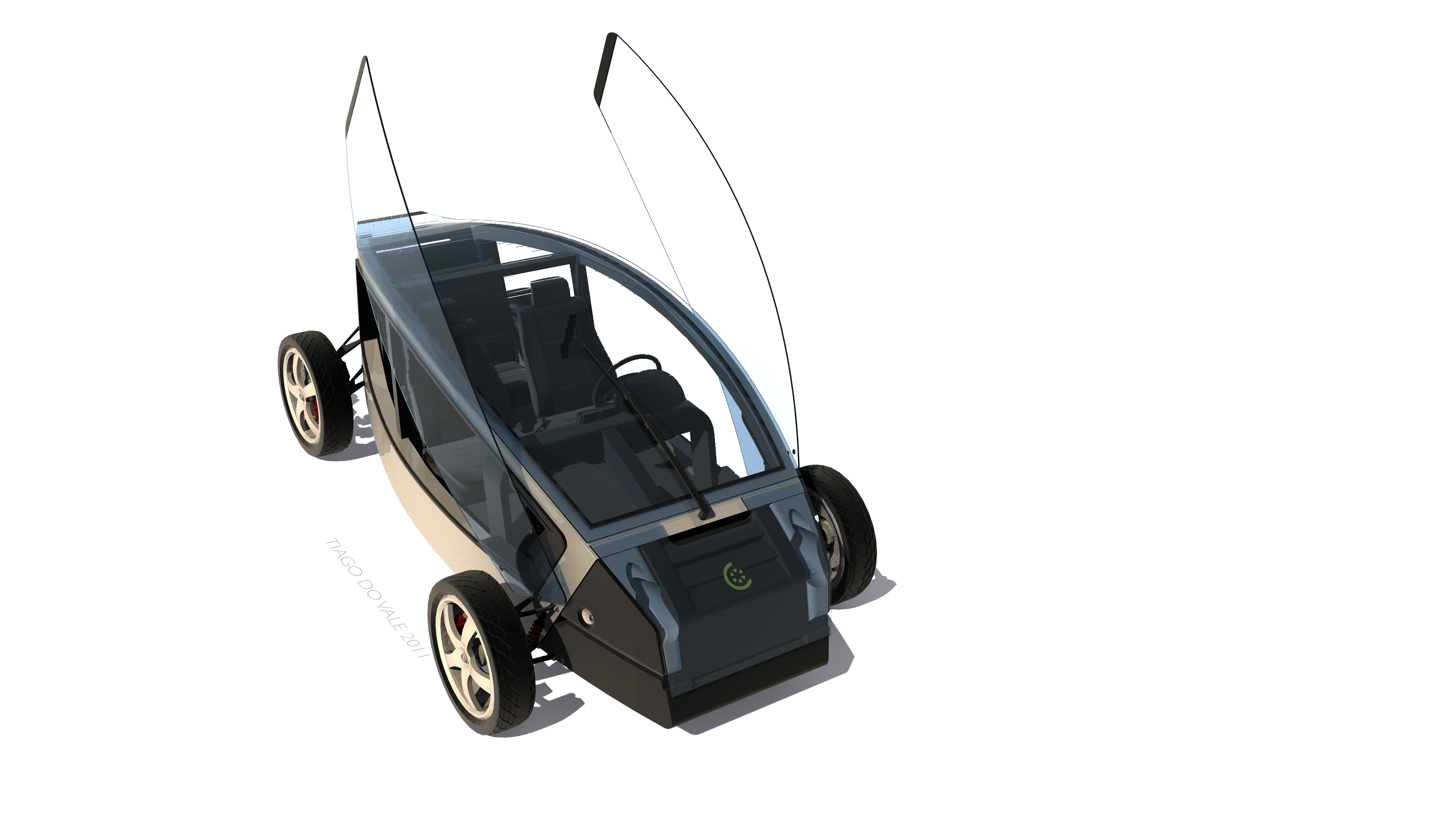
Propuesta de diseño del OScar.

El Proyecto OScar es una iniciativa dispuesta en Internet para la creación de un automóvil de código abierto. Cualquier persona puede unirse, y se expone solamente en inglés.
El principal objetivo es crear un proyecto de automóvil en el que todos los usuarios puedan participar con sus ideas y conocimientos. El proyecto incluye aspectos como el diseño, la mecánica, la publicidad y la distribución del automóvil.